# Verovering van Siau

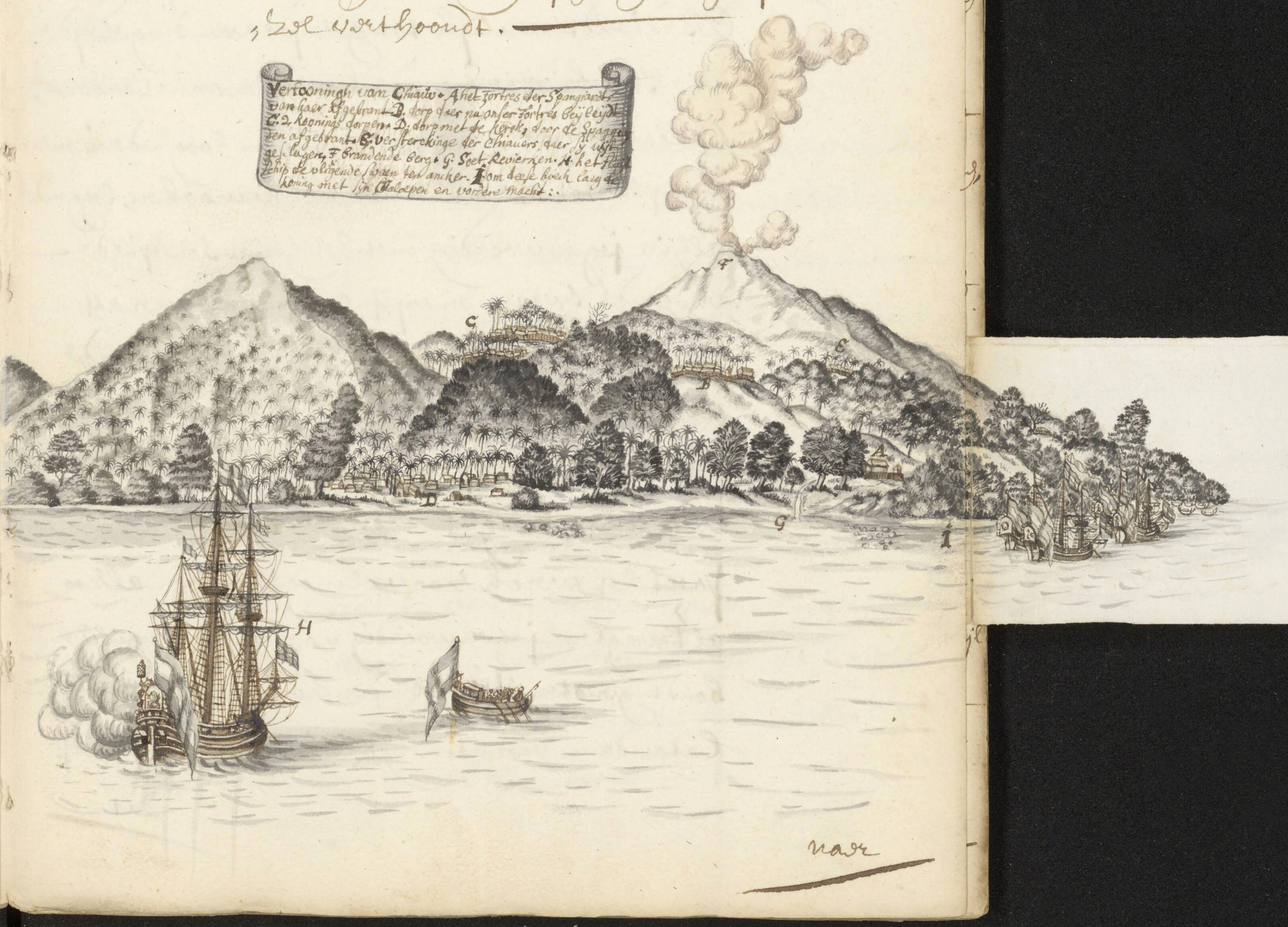
De verovering van Siau in 1677. Tekening in het rapport van Robertus Padtbrugge.

De Verovering van Siau vond plaats in oktober 1677 door een vloot kora-kora's van de sultan van Ternate gesteund door een schip van de VOC onder bevel van Robertus Padtbrugge. De sultan droeg het eiland daarna over aan de VOC, die het weer als leen uitgaf aan de vorst van Siau.

## De aanloop
Het vulkanisch eiland Siau ligt ongeveer 200 kilometer ten noorden van de uiterste punt van Noord-Celebes. Het was in de 17e eeuw het laatste eiland in de Indische Archipel buiten de Filipijnen waar de Spanjaarden gevestigd waren. Uit de eilanden Ternate en Tidore waren zij in 1663 al vertrokken als gevolg van handelsblokkades van de VOC en de grote afstand tot Manilla. Hun forten op die eilanden werden toen geslecht. Vanuit Siau hinderden ze echter nog steeds het VOC-monopolie in de kruidnagelhandel en verspreidden zij het katholicisme. In mei 1671 hadden de Heren XVII de Raad van Indië in Batavia opgedragen Siau 'op de gevoegelijkste wijze onder onze bescherming' te brengen. De aartsvijand Spanje was echter inmiddels een bondgenoot van Nederland tegen het Frankrijk van Lodewijk XIV.
In april 1677 trad op Ternate Robertus Padtbrugge aan als VOC-gouverneur van de Molukken. Zijn eerste taak was het sussen van de ruzie tussen de nieuwe sultan Sibori Amsterdam en een aantal familieleden en 'rijksgrooten'. De sultan was zo genoemd door zijn vader en VOC-bondgenoot Mandersjah, die hij twee jaar tevoren was opgevolgd. De Nederlanders noemden hem Koning Amsterdam. Zijn broer heette Rotterdam. Koning Amsterdam had de reputatie een 'los, ongebonden, wild en woest' leven te leiden. Na het resolveren van de ruzie haalde Padtbrugge hem over het eiland Siau te veroveren en bood hem daarbij zijn hulp aan. Siau was eeuwen geleden al eens door Ternate ingelijfd. In 1614 was dat nogmaals gebeurd door Kaicili Ali, de Kapitan Laut (admiraal) van de toenmalige sultan, na een invasiepoging door de Spanjaarden. De VOC had daarbij geholpen. Recentelijk stelde Siau zich echter weer onafhankelijk op. Een extra affront voor Koning Amsterdam was het trouwen van de koning van Siau met een vrouw die eerder door Koning Amsterdam verstoten was. Zij was de dochter van de koning van Taboekan op het eiland Sangihe Besar. Op 3 mei werd aan het hof van Ternate besloten tegen Siau ten strijde te trekken, maar 'zoodanig, dat de vrede tusschen Nederland en Spanje bewaard zoude blijven, tenzij de Castilianen anders zochten'.

## De expeditie

### Naar Siau

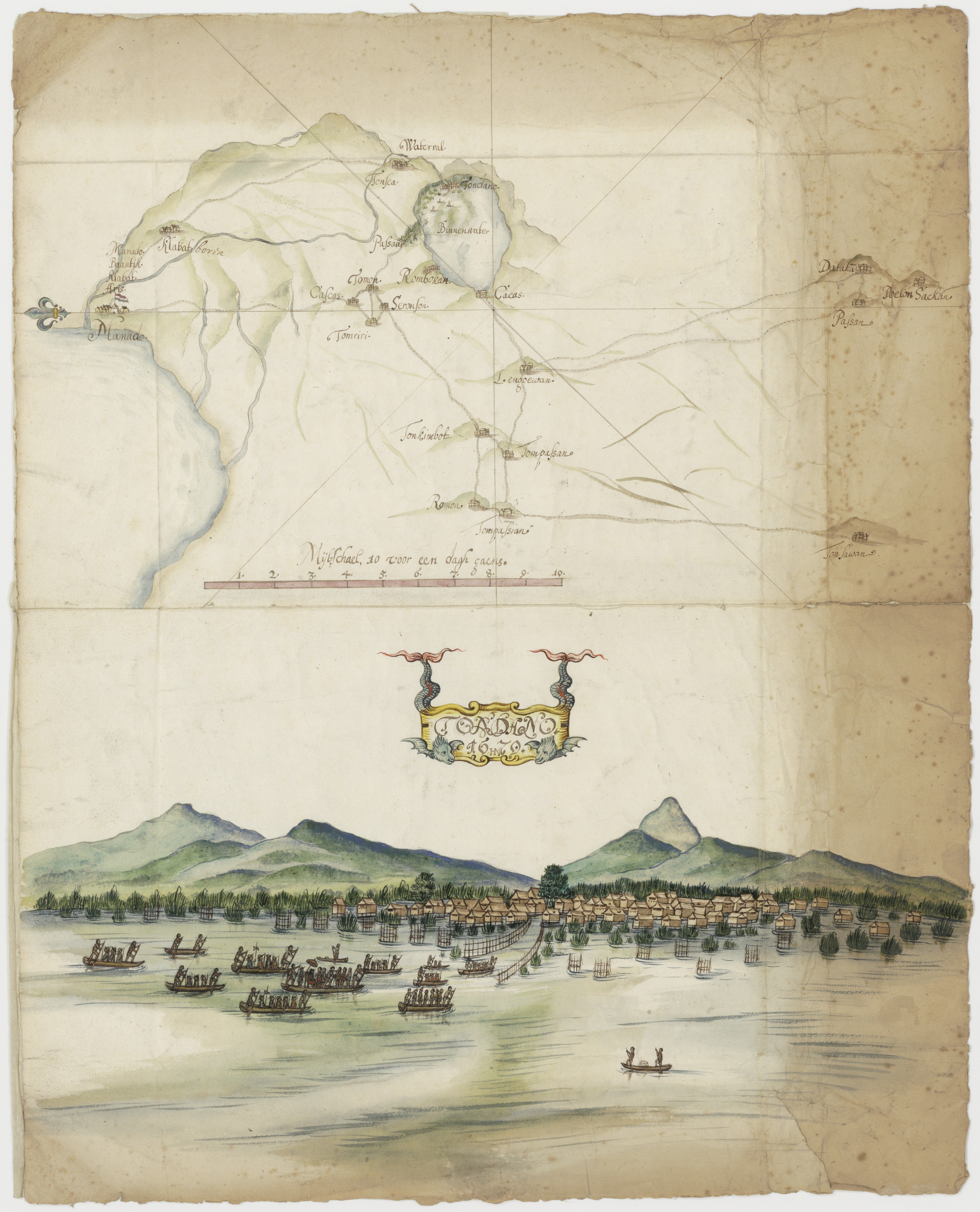
Manado in het journaal van Robertus Padtbrugge van 1679.

Op 16 augustus vertrok Padtbrugge vergezeld van zijn vrouw en dochter met het fluitschip De Vliegende Swaan uit Ternate. Er gingen soldaten mee onder leiding van luitenant Jodocus Cromhuysen. De chaloup Terlucco was vooruit gevaren. De vloot kora-kora's van Koning Amsterdam werd onderweg nog versterkt vanaf eilanden die onder Ternate's gezag vielen. Eerst voer de vloot naar Manado op Noord-Celebes, waar ook de grote chaloup De Roode Haen zich bij de vloot voegde. Ook aan boord kwam Jeronimo d'Arras, een goegoegoe van Siau die naar Manado gevlucht was voor de Spanjaarden.
De schepen verschenen op 23 oktober bij het dorp Ulu aan de oostkust van Siau. De vulkaan op het eiland, de Karangetang, brandde dag en nacht, en bleek 'gedurig zijn gloed, rook en damp uit te werpen', waardoor de Vliegende Swaan en de andere vaartuigen af en toe met witte as bedekt werden. De vulkaan werd door de Nederlanders de Papenberg genoemd omdat boven het dorp een Spaans fortje was met een klein garnizoen, St. Rossa genaamd, waar twee Jezuïtische paters de dienst uit maakten: Carolus Tercotti en Manuel Espagnol.
De schipper van de Vliegende Swaan, Jan van der Wal, voer met een schuit naar het strand met een vaatje wijn en een brief voor Andreas Seranos, de kapitein van het Spaanse garnizoen, maar die reageerde woedend en weigerde neutraal te blijven. Met zijn 17 'Castilianen' zou hij liever sterven dan het eiland onder het gezag van het islamitische Ternate zien komen. Na enkele brieven over en weer staken de Spanjaarden huizen en de kerk in brand zodat de wind de vonken in de zeilen van de Vliegende Swaen blies. De brandjes konden echter snel geblust worden.

### Verovering
De Ternataanse vloot was inmiddels aangevuld tot zo'n 1200 man sterk. Veel deelnemers van andere eilanden toonden overigens weinig animo, en voerden volgens Padtbrugge zelfs witte vlaggen in de vorm van witte kleding die zij zogenaamd te drogen hadden gehangen. Hij dirigeerde de operatie vanaf de Vliegende Swaen maar hield het schip afzijdig. Alleen de Roode Haen met Koning Amsterdam voer dichter op de wal en wisselde schoten uit met het Spaanse fortje. Op maandag 1 november trokken met musketten bewapende Ternatanen onder aanvoering van d'Arras de vulkaan op en veroverden enkele hoger gelegen versterkingen op de Siauers. De broer van Koning Amsterdam, Rotterdam, leidde de gevechten. Aan beide zijden vielen een handvol doden en enkele tientallen gewonden. Vanuit de veroverde stellingen kon het fort van de Spanjaarden bestookt worden, waarop die twee witte vlaggen opstaken en zich overgaven. Ze werden vervolgens van het eiland gehaald door de schuit van de Vliegende Swaen. Padtbrugge stelde zich op als hun beschermer tegen de wraak van de Ternatanen, ondanks dat ze geweigerd hadden neutraal te blijven. Seranos zei dat de paters niet weg wilden, maar dat hij zonder hen niet kon vertrekken 'of hij was zijn hoofd kwijt'. Ook drong hij er op aan 'dat de Siauwers niet onder de Mooren, maar onder de Compagnie zouden staan'.
Padtbrugge ging met d'Arras en Seranos naar het Spaanse fort om de koning van Siau te ontmoeten, maar die was bang om aan de koning van Ternate te worden uitgeleverd en kwam niet opdagen. Hij werd toen uitgenodigd naar de Vliegende Swaan te komen, met de verzekering dat zijn wantrouwen begrijpelijk was gezien zijn ervaring met de Castilianen, maar dat zoiets 'niettemin een zaak en misdaad was die geen opregte Nederlander ooit in gedachte kwam; ons woord was ons zegel, en die er niet op vertrouwen wilde, mogt het laten'.

### Vredesverdrag

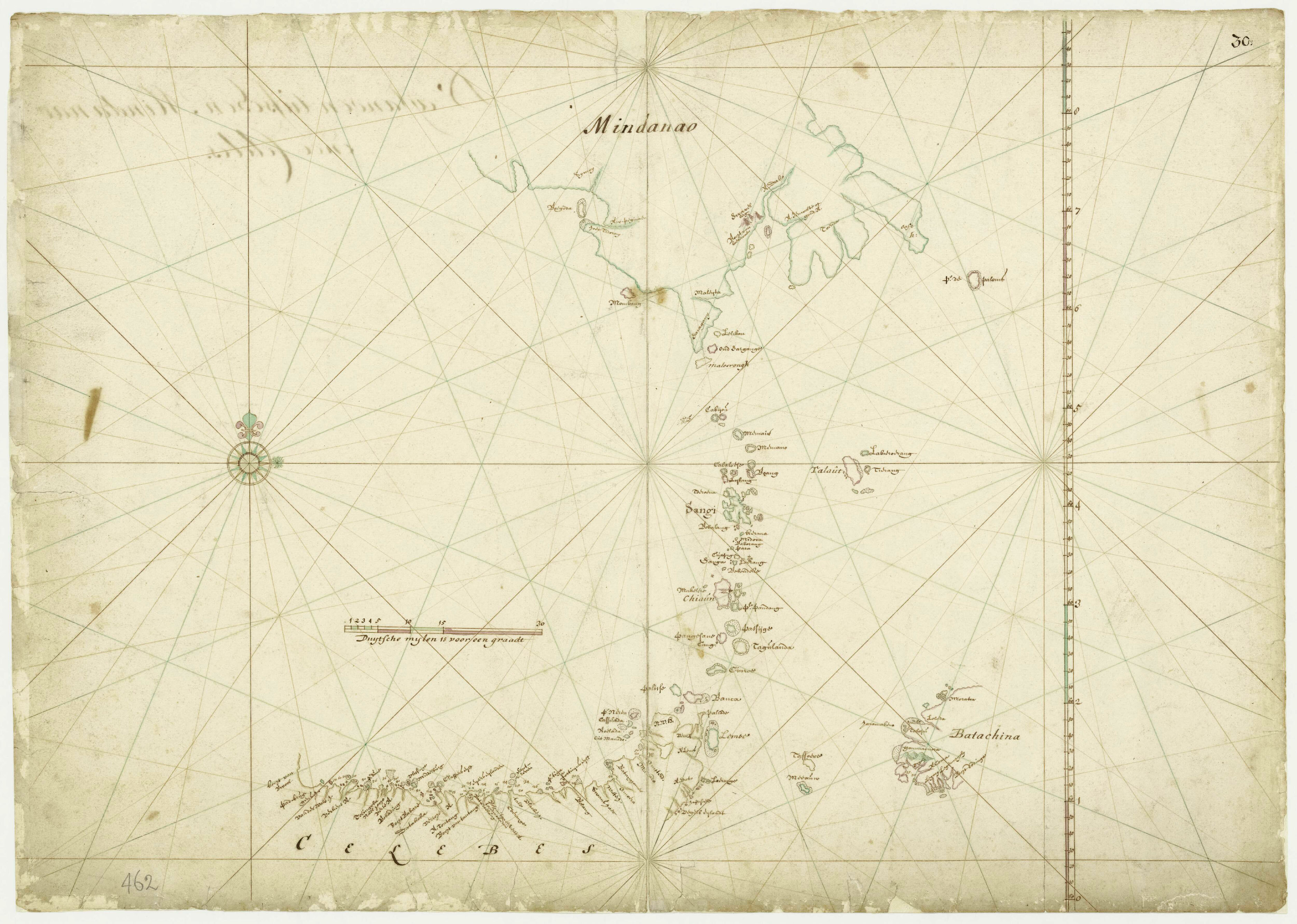
Kaart van Jan van der Wal, met de eilanden tussen Celebes en de Filipijnen, waaronder Siau (Chiaun) en Sangi.

Op 2 november kwam de koning van Siau naar de Vliegende Swaen. Hij bleek een slanke jongeman van begin 20 te zijn en Don Francisco Xavier Batahe te heten. Hij was volgens Padtbrugge ‘bezadigd in wezen en reden, zeer mannelijk en wel opgebragt’. Hij wilde niet dat Siau op ging in het rijk van Ternate en plaatste het onder bescherming van de Compagnie. Ook Koning Amsterdam kwam aan boord, en aangemoedigd door wat glazen wijn namens de Compagnie sloten de koningen vriendschap en omhelsden elkaar. Don Francisco kreeg van Padtbrugge geschenken mee, en d’Arras, die aanspraak op de troon meende te hebben, moest genoegen nemen met zijn oude functie van goegoegoe.
Padtbrugge liet een nieuwe sterkte bouwen gemaakt van aarde, vulkanisch gesteente en houten palissaden dat hij Fort Maetsuycker noemde naar de toenmalige gouverneur-generaal van de VOC, en voorzag het van enkele kanonnen. De Spanjaarden werden met de chaloup Terlucco naar Ternate overgebracht. De paters met veel tegenzin. Hun wens snel naar Manilla te mogen vertrekken werd niet ingewilligd. Ze werden voorlopig in Ternate vastgehouden zodat zij hun landgenoten niet op de hoogte konden brengen.
Op het strand van Siau werd op 9 november 1677 een verdrag gesloten met alle op de vloot vertegenwoordigde volkeren: ‘de Koningen van Ternate, Siauw, Taroena, Kaudipan, Boelang, nevens hunne Grooten ook Jeronimo d’Arras, den zoon van den koning van Taboekan, prinsen van Gorontalo en Limbotta, Grooten van Tagulanda enz.’ Don Francisco en zijn rijksgroten verklaarden met de Compagnie aan te zullen gaan 'een vast, versekert, bestendich, bondigh ende eeuwichduyrende verbont, vreede en vruntschap, voor hem ende syne naecomelingen, althoos'. De koning behield zijn feitelijke macht maar hield voortaan zijn land als een leen van de Compagnie, die als leenheer optrad, zoals gespecificeerd in Hugo de Groots De iure belli ac pacis over het veroveringsrecht. Op deze manier bouwde de VOC aan een positie van primus inter pares binnen een stelsel van bondgenootschappen met vorsten in de hele regio.
Op 11 november ging Koning Amsterdam met de Roode Haen en zijn kora-kora's terug naar Ternate. Nog enkele weken werd aan Fort Maetsuycker gewerkt en werden kruidnagelbomen in de omgeving omgehakt ten behoeve van het VOC-monopolie op Ambon, totdat op 25 november ook de Vliegende Swaen naar Ternate vertrok. Padtbrugge ging met de chaloup Eendragt eerst nog naar Sangihe Besar om daar verdragen te sluiten met Taboekan en Taroena.

## De afloop
Vanwege de moesson kostte het Van der Wal meer dan vier maanden om met de Vliegende Swaen van Ternate naar Batavia te zeilen. Op 15 april 1678 verscheen het daar op de rede met brieven van Padtbrugge en het nieuwe verdrag: Verbondt ende voorwaarden aangegaan, vastgestelt ende beslooten tusschen den Gouverneur der Moluccos, Robbertus Padbrugge, in name ende van wegen den Ed. Heer Gouverneur Generaal Joan Maatsuycker en d'E. Heeren Raden van India representerende de Generaele Nederlandse Geoctroyeerde Oost-Indische Comp. en Staat der Vereenichde Nederlanden in India ter eenre, en den Hooghgeboornen Heer Francisco Batake, Conincq van Ceauw, ende seyne rycxgrooten ter andere zyde.
De Spaanse soldaten keerden in de loop van 1679 terug naar Manilla. De paters werden door de VOC niet als Spanjaarden beschouwd maar als onderdanen van Rome. Zij kwamen in oktober in Batavia aan en werden gehuisvest in bastion Robijn van Kasteel Batavia. Ze konden zo'n duizend katholieken in Batavia de sacramenten toedienen, zij het 'met moeite'. Op 19 januari 1680 schreven ze een verzoek aan gouverneur-generaal Van Goens om naar Manilla te mogen vertrekken. In maart ontving Van Goens ook een protestbrief van de Spaanse gouverneur van Manilla, waarop hij niet reageerde.
Op 26 juni 1680 schreven de Heren XVII aan de Raad van Indië dat ze tevreden waren met de gang van zaken en dat er nog geen protesten uit Spanje waren gekomen. Pas in juli werd de paters toegestaan met een Portugees scheepje naar Macau te gaan.